# S-46

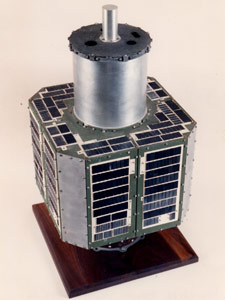
Explorer S-46

S-46 – niedoszły amerykański satelita programu Explorer. Miał prowadzić badania magnetosfery na silnie wydłużonej orbicie eliptycznej. Wystrzelony 23 marca 1960, o godzinie 13:35:11 UTC, rakietą Juno II z Cape Canaveral Space Force Station. Nie osiągnął orbity, ponieważ utrata łączności z rakietą uniemożliwiła odpalenie jej trzeciego członu. Satelita ważył 16 kg.
Indeks COSPAR: 1960-F04